# Alba (Aragó)
Alba és un municipi d'Aragó, a la província de Terol i a la comarca de la Comunitat de Terol. El 2018 tenia 178 habitants, segons l'INE. S'anomena també Alba del Campo i es troba a la vall del riu Jiloca. Es pot arribar al poble a través de la Nacional 330. L'agricultura i la ramaderia són les principals activitats econòmiques. Un castell presideix el poble, que compta amb una bonica església i una torre.
| 1900 | 1910 | 1920 | 1930 | 1940 | 1950 | 1960 | 1970 | 1981 | 1991 | 1996 | 2006 |
| ---- | ---- | ---- | ---- | ---- | ---- | ---- | ---- | ---- | ---- | ---- | ---- |
| 627  | 703  | 726  | 766  | 712  | 653  | 609  | 559  | 369  | 311  | 294  | 251  |